# فلات جنوبگان

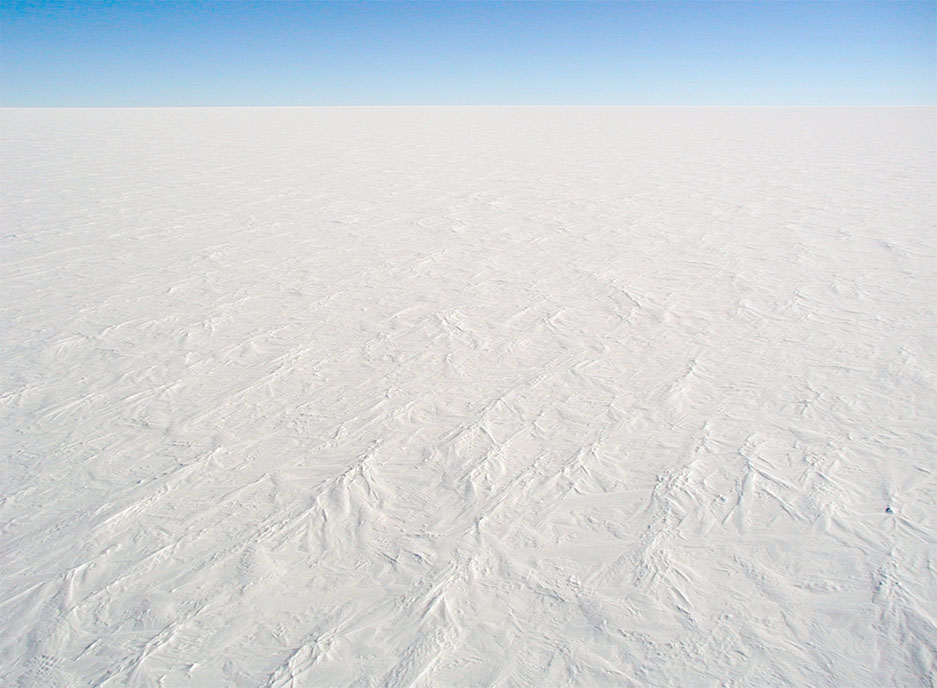
محیط مرتفع، مسطح و یخبندان فلات قطب جنوب در

فلات جنوبگان (انگلیسی: Antarctic Plateau) شناخته شده با نام‌های دیگر از جمله فلات قطب جنوب یا فلات قطبی، یک منطقهٔ بزرگ از جنوبگان خاوری است که بیش از ۱۰۰۰ کیلومتر (۶۲۰ مایل) گسترش دارد و شامل بخش جغرافیایی قطب جنوب و ایستگاه تحقیقاتی اسکات آمونسن است. این فلات، یک فلات قارهٔ بزرگ دارای ارتفاع متوسط در حدود ۳۰۰۰ متر (۹۸۰۰ فوت) است.

## نگارخانه

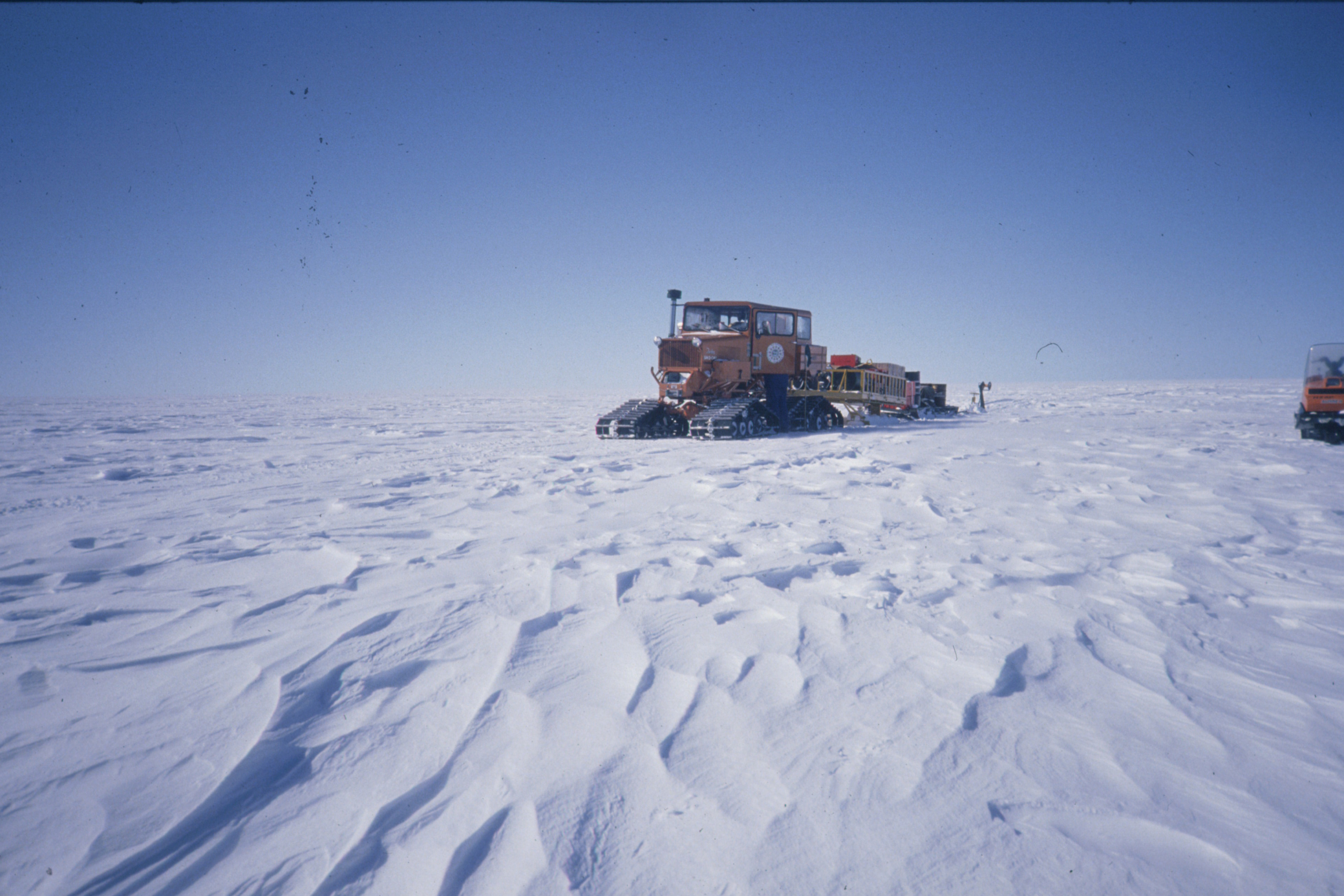
سطح فلات قطب جنوب